# Lars Stensgaard Mørch
Lars Stensgaard Mørch (født 11. marts 1972 i Horsens) er en dansk erhvervsleder, der siden 2023 har været ordførende direktør i Jyske Bank.
Lars Stensgaard Mørch er opvokset i Viborg. Han er uddannet Master of Arts på fra Warwick Business School i 1998 og har i 2006 gennemført Stanford Executive Programme.
Han var fra 1991 ansat i Danske Bank, hvor han fra 2006 var medlem af ledergruppen. I årene 2012 til 2018 var han bankdirektør med ansvar for blandt andet kommunikation, hr, erhvervskundeforretningen og Danske Bank Sverige. Han var en af de ni direktører i Danske Bank, der blev sigtet af Bagmandspolitiet i forbindelse med bankens hvidvasksag. Sigtelsen blev frafaldet i 2021.
Han kom i 2021 til Jyske Bank som direktør med ansvar for blandt andet strategi. I 2023 overtog han posten som ordførende direktør efter Anders Dam efter at Finanstilsynet havde brugt to års betænkningstid på at fit & proper-godkende ham.
Han har desuden været ekstern lektor ved Copenhagen Business School.
Lars Stensgaard Mørch bor i Silkeborg, er gift med Diana Mørch, som han har tre voksne børn sammen med. Han er bror til Peter Stensgaard Mørch.